# Grudna Górna
Grudna Górna – wieś w Polsce położona w województwie podkarpackim, w powiecie dębickim, w gminie Brzostek.
| SIMC    | Nazwa      | Rodzaj    |
| ------- | ---------- | --------- |
| 0814642 | Gąsiorówki | część wsi |
| 0814659 | Granice    | część wsi |
| 0814665 | Kujawy     | część wsi |
| 0814671 | Podkonie   | część wsi |

W latach 1975–1998 miejscowość administracyjnie należała do województwa tarnowskiego.
Miejscowość jest siedzibą rzymskokatolickiej parafii pw. Miłosierdzia Bożego należącej do dekanatu Pilzno w diecezji tarnowskiej.